# بریان بالویی

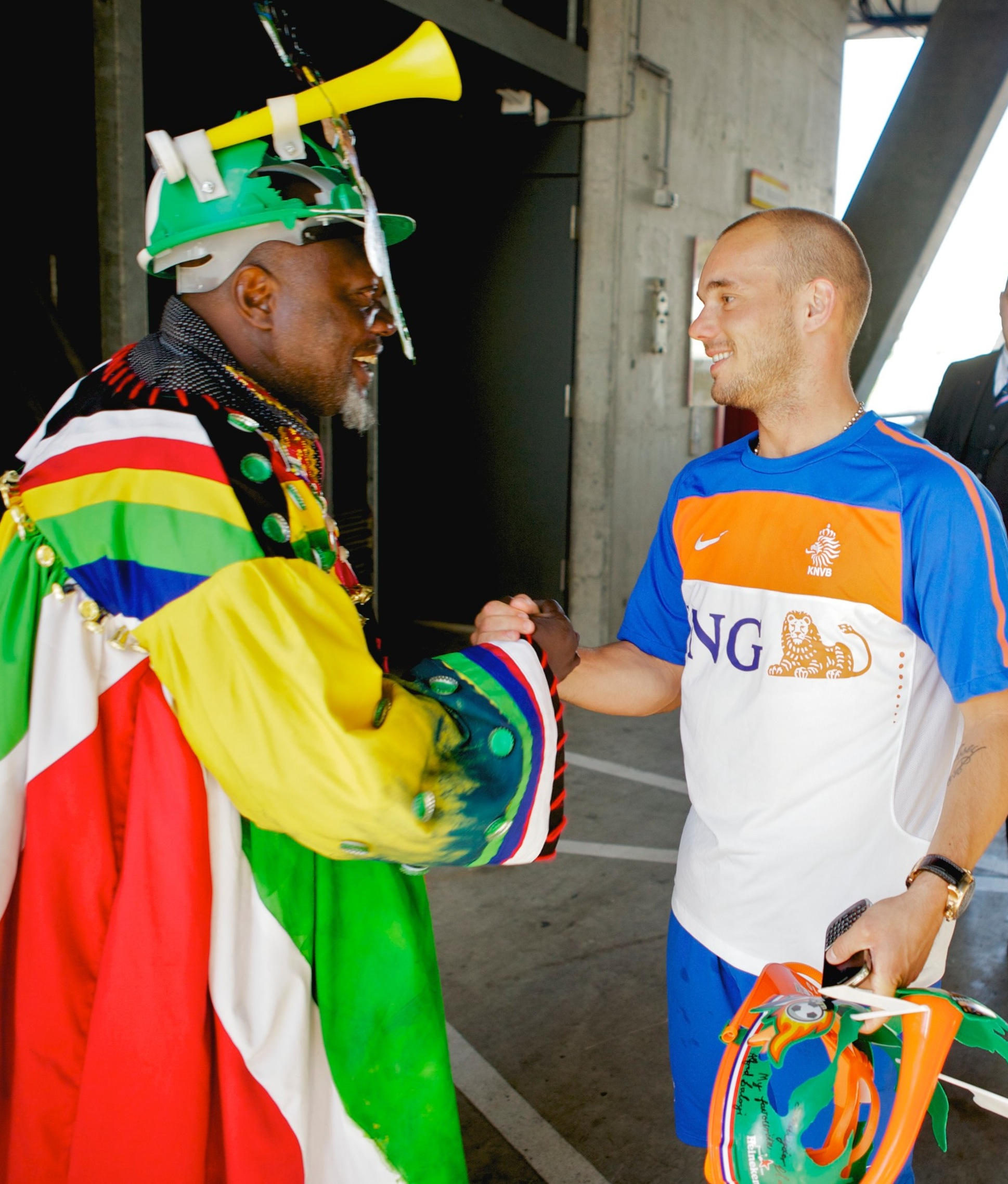
بریان بالویی در کنار وسلی اسنایدر - ۲۰۱۰

بریان بالویی (انگلیسی: Brian Baloyi؛ زادهٔ ۱۶ مارس ۱۹۷۴) بازیکن فوتبال اهل آفریقای جنوبی است.
از باشگاه‌هایی که در آن بازی کرده‌است می‌توان به باشگاه فوتبال کایزر چیفس و باشگاه فوتبال مملودی سانداونز اشاره کرد.
وی همچنین در تیم‌های ملی فوتبال South Africa national under-20 football team, South Africa national under-23 football team، و آفریقای جنوبی بازی کرده‌است.